# مورچه‌مرغ کلاگس
مورچه‌مرغ کلاگس (نام علمی: Drymophila klagesi) نام یک گونه از سرده درختچه‌دوست‌ها است.